# Малая Гнилуша (Ростовская область)
Ма́лая Гнилу́ша — хутор в Красносулинском районе Ростовской области.
Входит в состав Пролетарского сельского поселения.

## Население
| 2010 |
| ---- |
| 450  |

## Улицы
| - пер. Береговой, - ул. Восточная, - ул. Новая, | - ул. Солнечная, - ул. Степная, - ул. Центральная. |